# هواپیمایی زاگرس

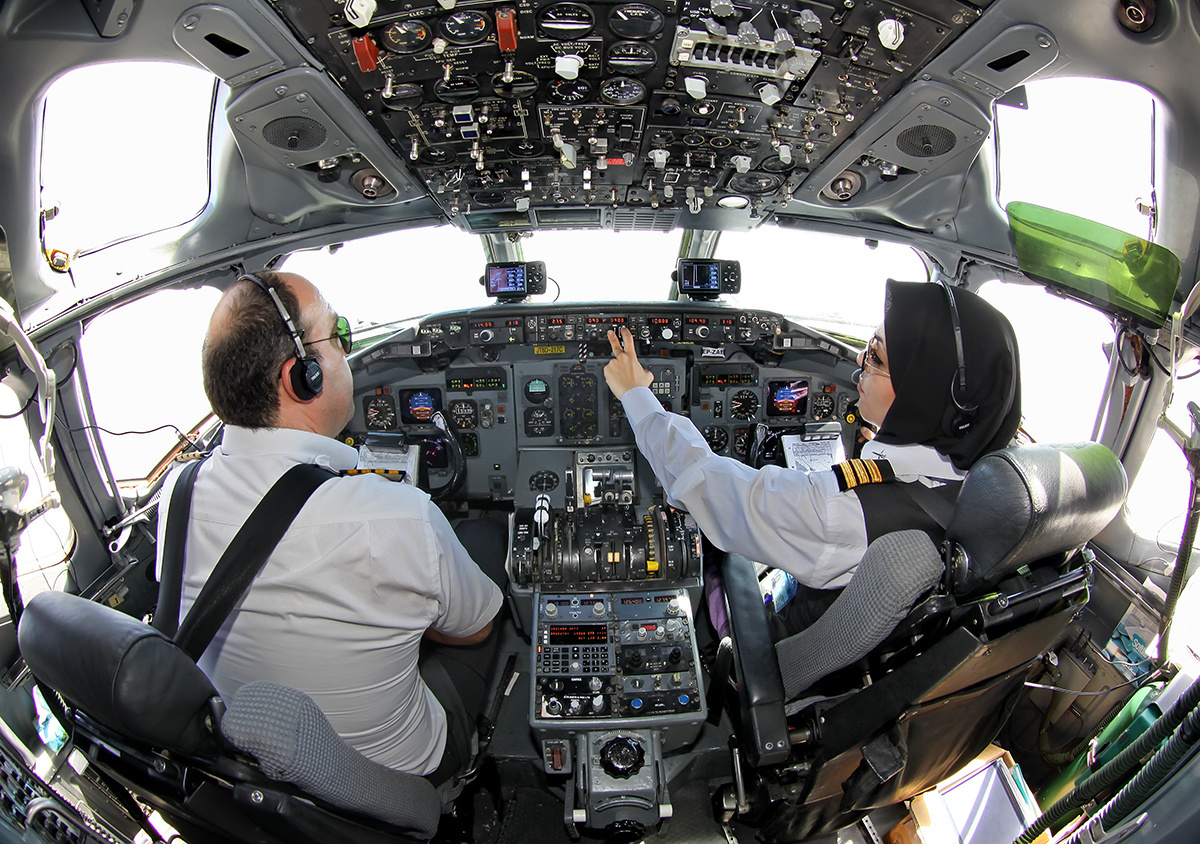
کابین خلبان هواپیمایی زاگرس. خلبان اول شهریار روزبیانی و
خلبان دوم نشاط جهانداری
مورخ اردیبهشت ۱۳۹۴

شرکت هواپیمایی زاگرس در سال ۱۳۸۴ با ثبت در منطقه آزاد اروند و با ورود دو فروند هواپیمای توپولوف فعالیت خود را آغاز کرد و در سال ۱۳۸۶ دو فروند هواپیمای بویینگ MD به ناوگان خود اضافه کرد. اولین پرواز بین‌المللی زاگرس در سال ۱۳۸۷ با پرواز در مسیر تهران – دمشق انجام شد. در حال حاضر این شرکت یکی از هواپیماهای خود با کد ثبتی EP-ZAD را از خط پرواز خارج نموده و از قطعات آن برای سایر هواپیماهای MD استفاده می‌نماید. در حال حاضر این شرکت دارای ۱۸ فروند هواپیما،۷ فروند ایرباس ای۳۲۰، ۱ فروند ایرباس ای ۳۱۹، ۳ فروند مک‌دانل داگلاس ام‌دی۸۳ و ۵ فروند مک‌دانل داگلاس ام‌دی-۸۲ است. همچنین این شرکت در ۱ تیر ماه ۱۳۹۶ تفاهم‌نامه اولیه برای خرید ۲۸ فروند هواپیمای جدید را با ایرباس منعقد نمود.مالک سید عبدالرضا موسوی است.

## مقصدهای پروازی

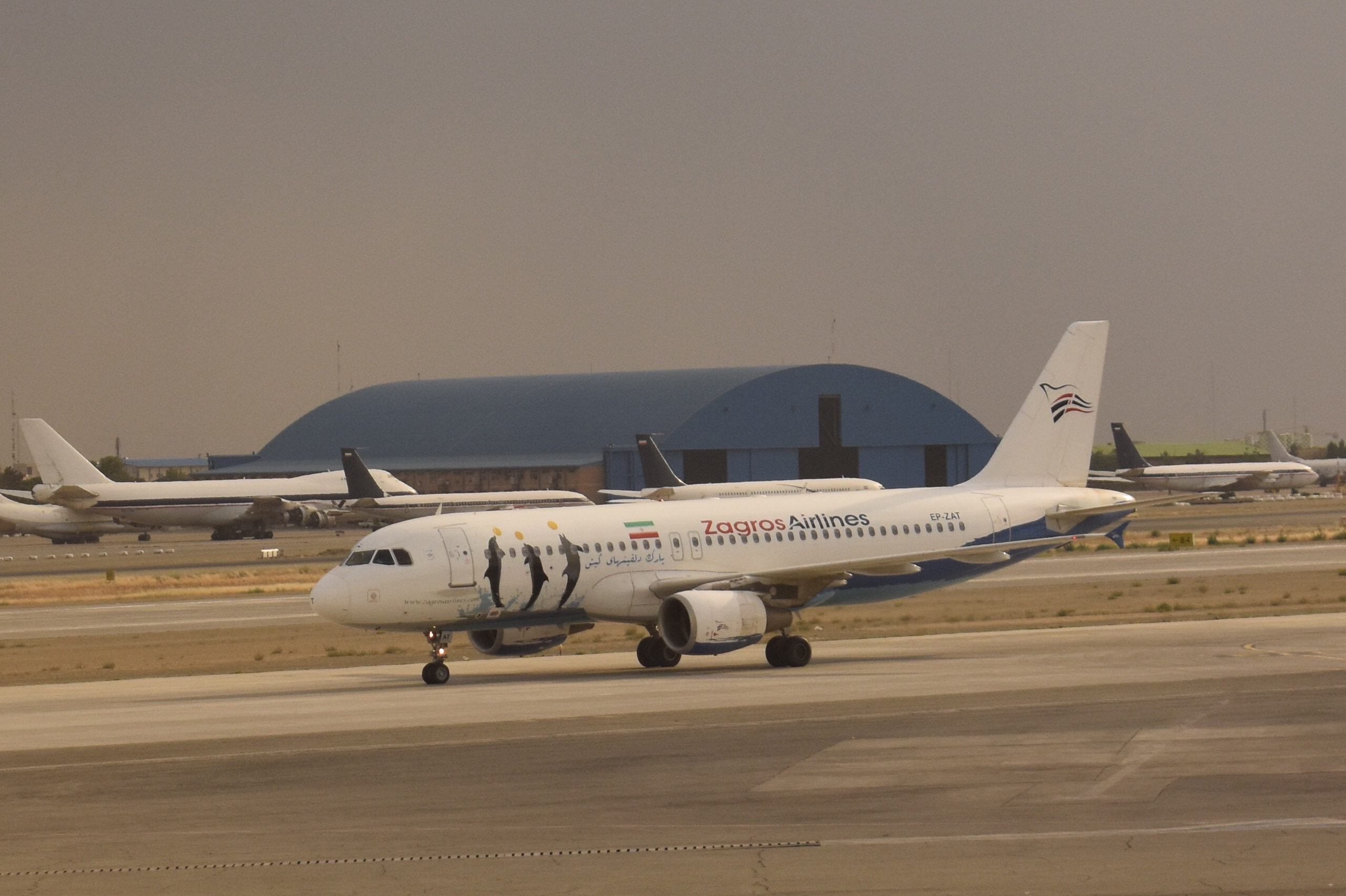
یک فروند هواپیمای ایرباس ۳۲۰ هواپیمایی زاگرس.

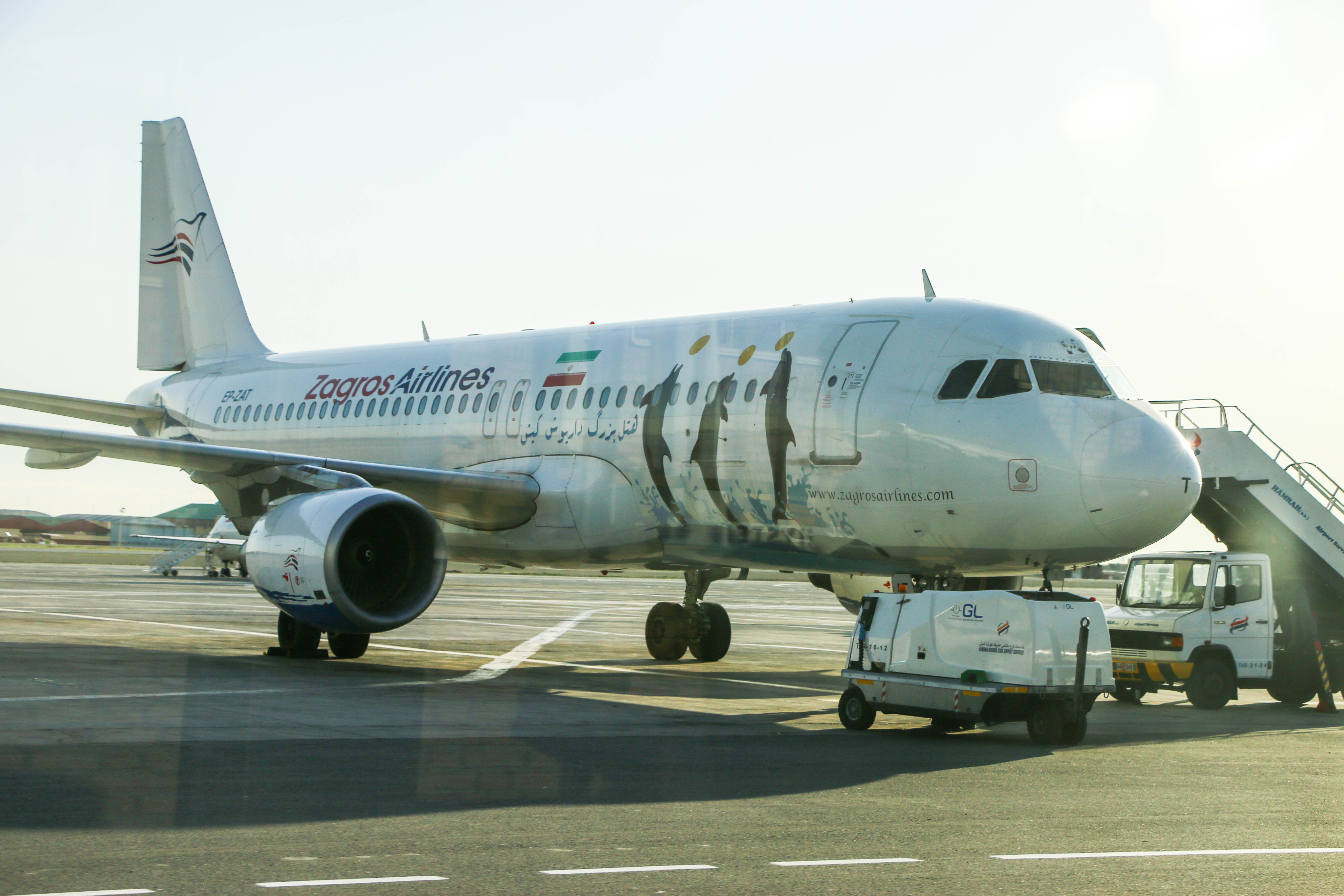
یک هواپیمای آ-۳۲۰ زاگرس در فرودگاه مهرآباد

| [قطب] | قطب              |
| *     | مقصدهای آتی      |
| [ف]   | مقصدهای فصلی     |
| [م]   | مقصدهای متوقف‌شده |

| شهر       | کشور    | فرودگاه                               |
| --------- | ------- | ------------------------------------- |
| آبادان    | ایران   | فرودگاه بین‌المللی آبادان[قطب دوم]     |
| استانبول  | ترکیه   | فرودگاه بین‌المللی آتاترک              |
| اصفهان    | ایران   | فرودگاه بین‌المللی اصفهان              |
| اردبیل    | ایران   | فرودگاه اردبیل                        |
| کرمان     | ایران   | فرودگاه کرمان                         |
| اهواز     | ایران   | فرودگاه بین‌المللی اهواز               |
| بندرعباس  | ایران   | فرودگاه بین‌المللی بندرعباس            |
| زنجان     | ایران   | فرودگاه زنجان                         |
| تبریز     | ایران   | فرودگاه بین‌المللی تبریز               |
| تهران     | ایران   | فرودگاه بین‌المللی مهرآباد[قطب]        |
| جزیره کیش | ایران   | فرودگاه بین‌المللی کیش                 |
| جزیره قشم | ایران   | فرودگاه دیرستان                       |
| کنارک     | ایران   | فرودگاه کنارک                         |
| شیراز     | ایران   | فرودگاه بین‌المللی شیراز               |
| کرمان     | ایران   | فرودگاه بین المللی کرمان              |
| ماهشهر    | ایران   | فرودگاه ماهشهر                        |
| مشهد      | ایران   | فرودگاه بین‌المللی شهید هاشمی‌نژاد مشهد |
| نجف       | عراق    | فرودگاه بین‌المللی نجف                 |
| تفلیس     | گرجستان | فرودگاه بین‌المللی تفلیس               |

## ناوگان

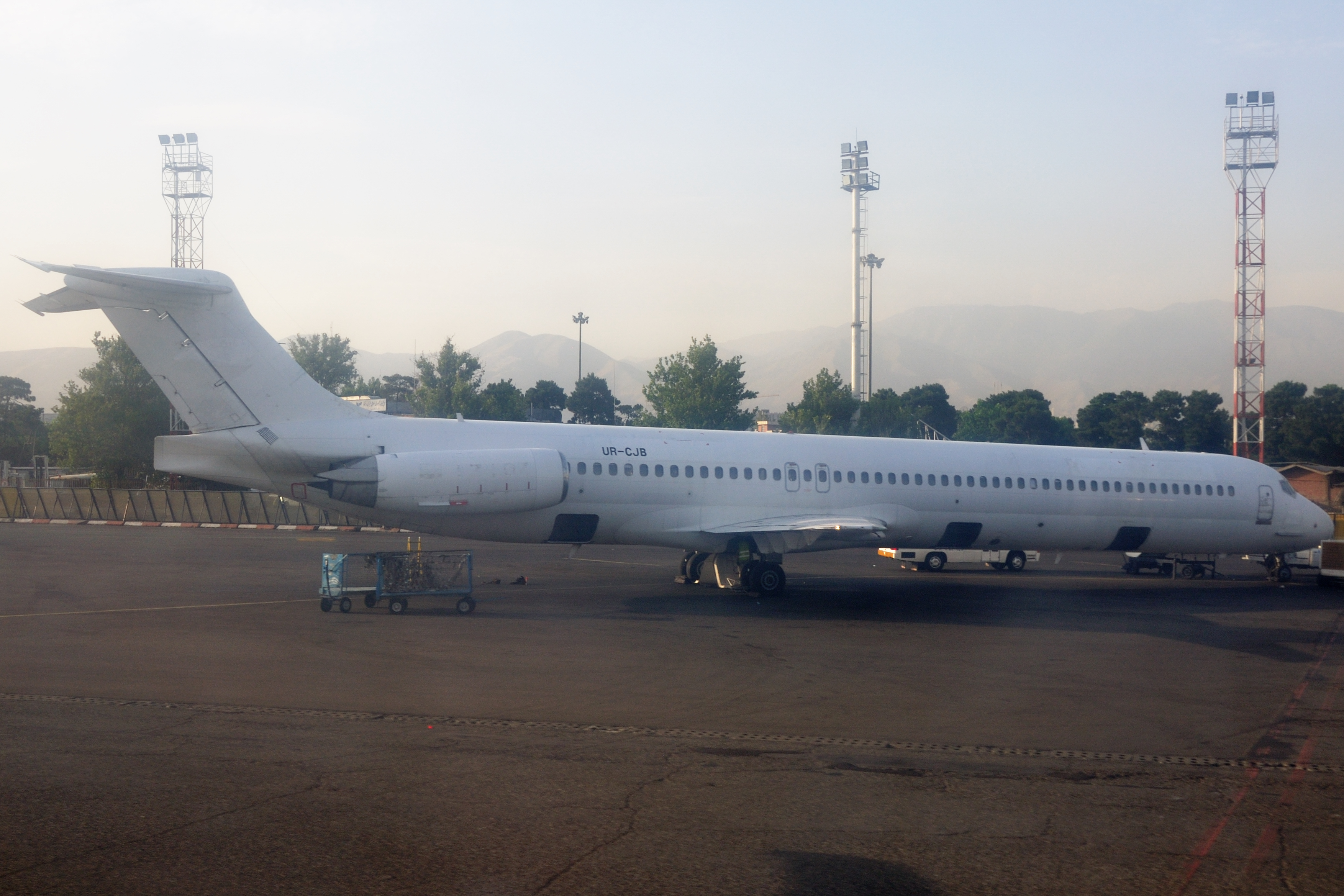
یک فروند هواپیمای مک‌دانل داگلاس ام‌دی-۸۰ هواپیمایی زاگرس در فرودگاه بین‌المللی مهرآباد.

ناوگان پیشین
| هواپیما          | بازنشستگی   | توضیحات                       |
| ---------------- | ----------- | ----------------------------- |
| ایرباس ای۳۲۱-۲۰۰ | ژانویه 2023 | به هواپیمایی معراج فروخته شد. |
| توپولوف تو-۱۵۴   | جولای 2007  | اجاره شده از روسیه            |

## حوادث
- در ۱۶ بهمن ۱۳۹۰، پرواز مسیر تهران ـ کیش، دقایقی پس از از برخاستن به دلیل آنچه که فشار داخل هواپیما اعلام شد، فرود اضطراری کرد.[۳]
- در ۲ تیر ۱۳۹۱، پرواز ۴۰۵۰ کیش-تهران پس از ۶ ساعت تأخیر در پرواز، دقایقی پس از برخاستن دچار نقص فنی شد و مجبور به بازگشت به فرودگاه کیش شد.[۴]
- در ۲۹ دی ۱۳۹۳، یک فروند هواپیمای MD متعلق به شرکت هواپیمایی زاگرس، قبل از پرواز از تبریز به سمت مشهد در ابتدای باند و به هنگام دور زدن جهت انجام پرواز، از مسیر خارج و وارد شانه خاکی باند شد. در این سانحه به کسی آسیبی نرسید.[۵][۶]
- در ۷ اسفند ۱۳۹۳، پرواز شماره ۴۰۴۰ کیش - تهران با ایرباس ۳۲۰ این شرکت، پس از نیم ساعت از پرواز به علت نقص فنی و با تصمیم خلبان دوباره به جزیره کیش بازگشت.[۷][۸]
- در ۵ اردیبهشت ۱۳۹۴، یک فروند هواپیمای بویینگ MD83 که از نجف عازم تهران بود از مسیر تاکسی وی فرودگاه نجف، خارج شده و متوقف شد. در این حادثه به مسافران آسیبی نرسید.[۹]
- در ۲۰ خرداد ۱۳۹۴، پرواز بوشهر-مشهد این شرکت که با ۱۵۰ مسافر در روی باند فرودگاه آماده پرواز بود به دلیل وجود نقص فنی توسط خلبان آن متوقف شد.[۱۰]
- در ۱۵ تیر ۱۳۹۴، پرواز شماره ZV4159 هواپیمایی زاگرس که از تهران عازم استانبول بود پس از ساعت‌ها تأخیر، در هنگام تیک آف و در حالی که چرخ‌های هواپیما روی باند فرودگاه بین‌المللی امام خمینی بود هواپیما پس از تکانه‌های شدید در گوشه‌ای از باند توقف کرد. کاپیتان با ابراز پوزش از مسافران به دلیل نقص فنی و عمل نکردن هیدرولیک ادامه پرواز را غیرممکن اعلام کرد.[۱۱]
- در ۱۶ تیر ۱۳۹۴ پرواز شماره ۴۰۱۴ اهواز- تهران این شرکت با هواپیمای ام دی پس از برخاستن از فرودگاه اهواز، به علت از کار افتادن یکی از موتورها و مشکل هیدرولیک و بسته نشدن چرخ‌ها پس از اعلام وضعیت اضطراری مجبور به بازگشت و فرود اضطراری در اهواز شد.[۱۲]
- در ۸ بهمن ۱۳۹۴ یک فروند هواپیمای بویینگ MD83 با شماره پرواز ۴۰۱۰ متعلق به شرکت هواپیمایی زاگرس با۱۵۴ مسافر در ساعت۱۸:۳۰ دقیقه که از اصفهان به مقصد مشهد پرواز نموده بود در ساعت ۱۹:۴۰دقیقه هنگام فرود روی باند فرودگاه شهید هاشمی نژاد مشهد به‌علت لغزندگی زمین از انتهای باند خارج شد و دراثر برخورد به انتهای باند چرخ هواپیما شکست ویکی از بالهای هواپیما به‌علت برخورد با زمین آسیب دیدو دچار خسارت مالی شد. دراین سانحه به۱۵۴مسافر و خدمه آسیب جدی نرسیدو مسافران در هوای سرد و برفی مشهد خروج اضطراری را تجربه کردند.[۱۳]
- در ۲۲ تیر ۱۳۹۵ پرواز شماره ۴۰۶۵ تهران- ماهشهر با هواپیمای MD به دلیل هشدار آتش‌سوزی در سیستم ایمنی هواپیما از ناحیه موتور سمت راست در فرودگاه اهواز به‌طور اضطراری به زمین نشست. در این حادثه به کسی آسیبی نرسید.[۱۴]
- در ۲۴ مرداد ۱۳۹۵ پرواز اهواز - تهران مدتی پس از پرواز به دلیل نقص فنی و افت فشار کابین خلبان مجبور به بازگشت و فرود اضطراری در اهواز می‌شود.[۱۵]
- در روز ۵ شنبه ۴ شهریور ۱۳۹۵ پرواز شماره ۴۰۱۹ تهران - شیراز ابتدا به دلیل آنچه نقص فنی در سیستم موتور هواپیما اعلام شده بود مجوز پرواز نگرفت و مسافران مجدداً در فرودگاه مهرآباد تهران پیاده شدند. پس از اعلام رفع نقص و سوار شدن مجدد مسافران و Take-off از باند فرودگاه مهرآباد، به دلیل آنچه که از سوی خدمه هواپیما، نقص فنی در سیستم هیدرولیک هواپیما اعلام شده بود، خلبان با تغییر مسیر مجبور به بازگشت و فرود اضطراری در فرودگاه مهراباد گردید.
- در روز ۶ بهمن ۱۳۹۵، یک فروند هواپیمای بوئینگ MD ۸۲ به شماره پرواز ۴۰۸۵ در مسیر تهران - قشم بعد از حدود ۴۰ دقیقه پرواز، به دلیل ایجاد مشکل در سیستم ناوبری هواپیما، مجبور به بازگشت و فرود اضطراری در فرودگاه مهرآباد شد.[۱۶]
- در ۳۰ تیر ۱۳۹۶، پرواز ۴۰۶۶ در مسیر اصفهان- تهران پس از برخاستن از باند فرودگاه بین‌المللی شهید بهشتی اصفهان با اعلام خلبان مبنی بر اعلام وضعیت اضطراری و نقص فنی در چرخ جلو، مجبور به بازگشت به فرودگاه اصفهان شد.[۱۷]
- در ۱۱ شهریور ۱۳۹۶، پرواز ۴۰۲۵ شرکت هواپیمایی زاگرس که با هواپیمای مدل ام. دی ۸۰ از بوشهر به مقصد تهران برخاسته بود، چند دقیقه پس از برخاستن خلبان آن با اطلاع از کنده شدن لایه یکی از لاستیک‌های چرخ جلویی هواپیما تصمیم به فرود اضطراری در بوشهر گرفت.[۱۸]
- در ۲۷ مهر ۱۳۹۶، پرواز شماره ۴۰۱۳ شرکت زاگرس در مسیر تهران - اهواز بعد از ۱۰ دقیقه پرواز در آسمان تهران، به دلیل نقص فنی در یکی از بال‌ها به سمت فرودگاه تهران بازگشت. در حین فرود این هواپیما، لاستیک یکی از چرخ‌ها دچار ترکیدگی می‌شود و خلبان مجبور به توقف در باند پرواز می‌شود.[۱۹]
- در ۶ اسفند ۱۳۹۶، پرواز تهران - اهواز پس از حدود نیم ساعت پرواز با توجه به نقص فنی و تکان‌های شدید هواپیما ناچار شد به فرودگاه مبدأ بازگردد.[۲۰]
- ۱۷ خرداد ۱۳۹۷: یک فروند هواپیمای مسافربری مسیر اهواز به مشهد که ساعت ۲۳:۲۰ پنجشنبه با ۱۶۱ مسافر، فرودگاه اهواز را ترک کرد به محض برخاستن یکی از موتورهای آن با آتش‌سوزی مواجه شد. به محض مطلع شدن خلبان از این وضعیت، فوراً درخواست فرود اضطراری می‌کند و بلافاصله هواپیما در فرودگاه اهواز به زمین می‌نشیند.

- ۲۸ اردیبهشت ۱۴۰۰ : یک فروند ایرباس A320 در مسیر کیش به تهران به علت نقص در فشار‌ کابین مجبور به فرود اضطراری در اصفهان شد.